# Archidiecezja Monachium i Freising

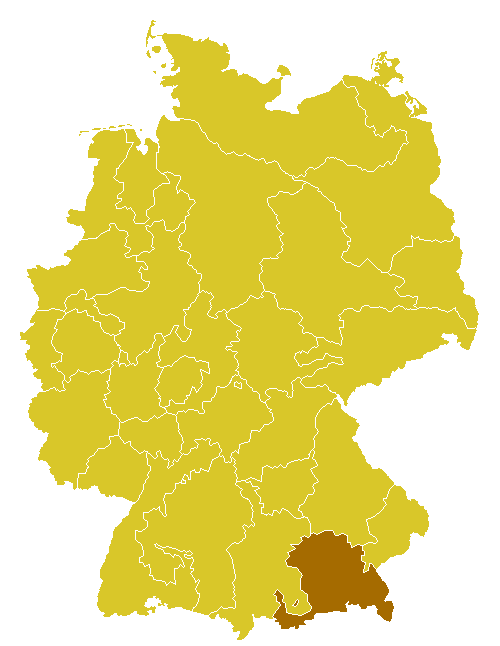
Mapa archidiecezji monachijsko-fryzyngijskiej

Archidiecezja monachijsko-fryzyngijska (niem. Erzbistum München und Freising, łac. Archidioecesis Monacensis et Frisingensis) – archidiecezja metropolitalna Kościoła rzymskokatolickiego w południowej części Niemiec. Powstała w 739 jako diecezja fryzyngijska. 1 kwietnia 1818 uzyskała status archidiecezji, a także obecną nazwę. Ostatnia zmiana granic diecezji miała miejsce w 1959 roku.
W latach 1977–1982 arcybiskupem metropolitą Monachium i Fryzyngi był Joseph Ratzinger, który w latach 2005–2013 sprawował urząd papieża jako Benedykt XVI.